# مانزونیا گویتیانی
مانزونیا گویتیانی (نام علمی: Manzonia guitiani) نام یک گونه از رده شکم‌پایان است.